# Grand Prix automobile de Singapour 2024
GP précédent GP suivant
Le Grand Prix automobile de Singapour 2024 (Formula 1 Singapore Airlines Singapore Grand Prix 2024), disputé le 22 septembre 2024 sur le circuit urbain de Singapour, est la 1119e épreuve du championnat du monde de Formule 1 courue depuis 1950. Il s'agit de la quinzième édition du Grand Prix de Singapour comptant pour le championnat du monde de Formule 1 et la dix-huitième manche du championnat 2024.  Depuis la première édition de ce Grand Prix en 2008, les essais libres 2, les qualifications et la course ont lieu en nocturne.
Pour la cinquième fois de la saison, Lando Norris réalise la pole position, avec 203 millièmes de seconde d'avance sur Max Verstappen qui l'accompagne en première ligne. Lewis Hamilton, auteur du troisième temps, part en deuxième ligne devant son coéquipier George Russell. Oscar Piastri, à presque une demi-seconde de son coéquipier, part cinquième, devant l'étonnant Nico Hülkenberg. Fernando Alonso et Yuki Tsunoda forment la quatrième ligne. À la suite du crash de Carlos Sainz dans son tour de lancement en Q3, le drapeau rouge est brandi alors que quasiment personne n'a pu réaliser un temps ; les pilotes en sont quittes pour une seule tentative bouclée sous le drapeau à damier. À ce jeu, Charles Leclerc se retrouve piégé : sorti des limites de la piste au premier virage, son temps est annulé ; les pilotes Ferrari, sans temps enregistré, s'élancent neuvième et dixième.
Pour la première fois en quinze éditions depuis 2008, la voiture de sécurité n'intervient pas sur la piste urbaine de Singapour. Dans ces conditions, Lando Norris, qui parvient enfin à boucler le premier tour en tête, mène la course de bout en bout et obtient sa troisième victoire de la saison et de sa carrière. Il gagne avec plus de vingt secondes d'avance sur Max Verstappen en expliquant « avoir volé tout du long » ; l'écart aurait pu être encore plus conséquent sans quelques erreurs du Britannique au cours de sa chevauchée solitaire. Le leader du championnat, largement dominé, ne concède toutefois que sept points à son rival et peut remercier Daniel Ricciardo, perdu dans les tréfonds du classement, qui réalise le meilleur tour en toute fin d'épreuve et prive Norris d'un point supplémentaire. Oscar Piastri se défait des Mercedes pour terminer troisième, une semaine après son succès à Bakou. 
Derrière George Russell, dominé par Piastri mais qui a tenu son rang en se classant quatrième, Charles Leclerc et Lewis Hamilton connaissent des fortunes contraires. Le Monégasque, parti neuvième et qui bute longtemps sur l'Aston Martin de Fernando Alonso, bénéfice d'une bonne stratégie consistant à rester en piste durant trente-sept tours, puis chausser des pneus durs lui permettant de dépasser Alonso, son coéquipier Sainz (sur ordre du stand) puis Hamilton pour atteindre la cinquième place, juste derrière Russell. Hamilton, parti en gommes tendres pour tenter d'améliorer sa position en début de course, sans succès, s'arrête dès le dix-septième tour et doit composer, pour le restant de la course, avec un train de pneus durs ; il se contente de la sixième place, devant Sainz remonté du dixième rang. L'Espagnol est le dernier pilote classé dans le tour du vainqueur. Alonso amène son Aston Martin en huitième position, Hülkenberg tire parti de sa bonne qualification pour finir neuvième et Sergio Pérez, éliminé en Q2, prend le point restant. Le meilleur tour de Ricciardo, qui ne lui rapporte aucun point et crée une polémique entre McLaren et Red Bull, est justifié par Laurent Mekies comme un cadeau fait à l'Australien qui a vraisemblablement disputé sa dernière course en Formule 1.  
Avec 331 points, Max Verstappen conserve la tête du championnat devant le trio de poursuivants constitué de Lando Norris (279 points), Charles Leclerc (245 points) et Oscar Piastri (237 points). Carlos Sainz (190 points), Lewis Hamilton (174 points), George Russell (155 points) et Sergio Pérez (144 points) évoluent un peu plus loin. Fernando Alonso (62 points) reste neuvième, suivi par Lance Stroll et Nico Hülkenberg (24 points chacun). Chez les constructeurs, McLaren (516 points) augmente son avance en tête du championnat avec 41 points d'écart sur Red Bull (475 points) qui ne possède que 34 unités de plus que Ferrari (441 points). Toujours esseulée, Mercedes (329 points) occupe la quatrième place, loin devant devant Aston Martin (86 points), Racing Bulls (34 points) et Haas (31 points), Williams (16 points) et Alpine (13 points) ; Kick Sauber ne compte toujours aucun point après dix-huit courses.

## Pneus disponibles
| Pneus pour piste sèche | Pneus pour piste sèche | Pneus pour piste sèche | Pneus pluie    | Pneus pluie |
| ---------------------- | ---------------------- | ---------------------- | -------------- | ----------- |
| Durs (Type C3)         | Medium (Type C4)       | Tendres (Type C5)      | Intermédiaires | Pluie       |

## Essais libres

### Première séance, le vendredi de 18 h à 19 h
| Pos. | Pilote           | Voiture                 | Chrono         | Écart     |
| ---- | ---------------- | ----------------------- | -------------- | --------- |
| 1    | Charles Leclerc  | Ferrari                 | 1 min 31 s 763 |           |
| 2    | Lando Norris     | McLaren-Mercedes        | 1 min 31 s 839 | + 0 s 076 |
| 3    | Carlos Sainz Jr. | Ferrari                 | 1 min 31 s 952 | + 0 s 189 |
| 4    | Max Verstappen   | Red Bull-Honda RBPT     | 1 min 32 s 097 | + 0 s 334 |
| 5    | Yuki Tsunoda     | Racing Bulls-Honda RBPT | 1 min 32 s 263 | + 0 s 500 |
| 6    | Oscar Piastri    | McLaren-Mercedes        | 1 min 32 s 369 | + 0 s 606 |

### Deuxième séance, le vendredi de 21 h à 22 h
| Pos. | Pilote           | Voiture                 | Chrono         | Écart     |
| ---- | ---------------- | ----------------------- | -------------- | --------- |
| 1    | Lando Norris     | McLaren-Mercedes        | 1 min 30 s 727 |           |
| 2    | Charles Leclerc  | Ferrari                 | 1 min 30 s 785 | + 0 s 058 |
| 3    | Carlos Sainz Jr. | Ferrari                 | 1 min 31 s 356 | + 0 s 629 |
| 4    | Yuki Tsunoda     | Racing Bulls-Honda RBPT | 1 min 31 s 468 | + 0 s 741 |
| 5    | Oscar Piastri    | McLaren-Mercedes        | 1 min 31 s 474 | + 0 s 747 |
| 6    | Daniel Ricciardo | Racing Bulls-Honda RBPT | 1 min 31 s 478 | + 0 s 751 |

### Troisième séance, le samedi de 18 h à 19 h
| Pos. | Pilote           | Voiture             | Chrono         | Écart     |
| ---- | ---------------- | ------------------- | -------------- | --------- |
| 1    | Lando Norris     | McLaren-Mercedes    | 1 min 29 s 646 |           |
| 2    | George Russell   | Mercedes            | 1 min 30 s 125 | + 0 s 479 |
| 3    | Oscar Piastri    | McLaren-Mercedes    | 1 min 30 s 431 | + 0 s 785 |
| 4    | Max Verstappen   | Red Bull-Honda RBPT | 1 min 30 s 540 | + 0 s 894 |
| 5    | Charles Leclerc  | Ferrari             | 1 min 30 s 559 | + 0 s 913 |
| 6    | Carlos Sainz Jr. | Ferrari             | 1 min 30 s 807 | + 1 s 161 |

## Séance de qualifications

### Résultats des qualifications et grille de départ
| Pos. | Pilote           | Écurie                  | Qualifications 1 | Qualifications 2 | Qualifications 3 |
| --- | ---------------- | ----------------------- | ---------------- | ---------------- | ---------------- |
| 1 | Lando Norris     | McLaren-Mercedes        | 1 min 30 s 002   | 1 min 30 s 007   | 1 min 29 s 525   |
| 2 | Max Verstappen   | Red Bull-Honda RBPT     | 1 min 30 s 157   | 1 min 29 s 680   | 1 min 29 s 728   |
| 3 | Lewis Hamilton   | Mercedes                | 1 min 30 s 393   | 1 min 29 s 929   | 1 min 29 s 841   |
| 4 | George Russell   | Mercedes                | 1 min 30 s 811   | 1 min 30 s 153   | 1 min 29 s 867   |
| 5 | Oscar Piastri    | McLaren-Mercedes        | 1 min 30 s 258   | 1 min 29 s 640   | 1 min 29 s 953   |
| 6 | Nico Hülkenberg  | Haas-Ferrari            | 1 min 30 s 724   | 1 min 30 s 150   | 1 min 30 s 115   |
| 7 | Fernando Alonso  | Aston Martin-Mercedes   | 1 min 30 s 684   | 1 min 30 s 450   | 1 min 30 s 214   |
| 8 | Yuki Tsunoda     | Racing Bulls-Honda RBPT | 1 min 30 s 716   | 1 min 30 s 289   | 1 min 30 s 354   |
| 9 | Charles Leclerc  | Ferrari                 | 1 min 30 s 786   | 1 min 29 s 747   | Pas de temps     |
| 10 | Carlos Sainz Jr. | Ferrari                 | 1 min 30 s 670   | 1 min 30 s 108   | Pas de temps     |
| 11 | Alexander Albon  | Williams-Mercedes       | 1 min 30 s 679   | 1 min 30 s 474   |                  |
| 12 | Franco Colapinto | Williams-Mercedes       | 1 min 30 s 704   | 1 min 30 s 481   |                  |
| 13 | Sergio Pérez     | Red Bull-Honda RBPT     | 1 min 30 s 624   | 1 min 30 s 579   |                  |
| 14 | Kevin Magnussen  | Haas-Ferrari            | 1 min 30 s 829   | 1 min 30 s 653   |                  |
| 15 | Esteban Ocon     | Alpine-Renault          | 1 min 30 s 958   | 1 min 30 s 769   |                  |
| 16 | Daniel Ricciardo | Racing Bulls-Honda RBPT | 1 min 31 s 085   |                  |                  |
| 17 | Lance Stroll     | Aston Martin-Mercedes   | 1 min 31 s 094   |                  |                  |
| 18 | Pierre Gasly     | Alpine-Renault          | 1 min 31 s 312   |                  |                  |
| 19 | Valtteri Bottas  | Kick Sauber-Ferrari     | 1 min 31 s 572   |                  |                  |
| 20 | Zhou Guanyu      | Kick Sauber-Ferrari     | 1 min 32 s 054   |                  |                  |
| Temps minimal à réaliser pour la qualification : 1 min 36 s 302 (107 % du meilleur temps en Q1 : 1 min 30 s 002) |                  |                         |                  |                  |                  |

## Course

### Classement de la course
| Pos. | no | Pilote           | Écurie                  | Tours | Temps/Abandon                      | Grille | Points |
| ---- | -- | ---------------- | ----------------------- | ----- | ---------------------------------- | ------ | ------ |
| 1    | 4  | Lando Norris     | McLaren-Mercedes        | 62    | 1 h 40 min 52 s 571 (182,090 km/h) | 1      | 25     |
| 2    | 1  | Max Verstappen   | Red Bull-Honda RBPT     | 62    | + 20 s 945                         | 2      | 18     |
| 3    | 81 | Oscar Piastri    | McLaren-Mercedes        | 62    | + 41 s 823                         | 5      | 15     |
| 4    | 63 | George Russell   | Mercedes                | 62    | + 1 min 01 s 040                   | 4      | 12     |
| 5    | 16 | Charles Leclerc  | Ferrari                 | 62    | + 1 min 02 s 430                   | 9      | 10     |
| 6    | 44 | Lewis Hamilton   | Mercedes                | 62    | + 1 min 25 s 248                   | 3      | 8      |
| 7    | 55 | Carlos Sainz Jr. | Ferrari                 | 62    | + 1 min 36 s 039                   | 10     | 6      |
| 8    | 14 | Fernando Alonso  | Aston Martin-Mercedes   | 61    | + 1 tour                           | 7      | 4      |
| 9    | 27 | Nico Hülkenberg  | Haas-Ferrari            | 61    | + 1 tour                           | 6      | 2      |
| 10   | 11 | Sergio Pérez     | Red Bull-Honda RBPT     | 61    | + 1 tour                           | 13     | 1      |
| 11   | 43 | Franco Colapinto | Williams-Mercedes       | 61    | + 1 tour                           | 12     |        |
| 12   | 22 | Yuki Tsunoda     | Racing Bulls-Honda RBPT | 61    | + 1 tour                           | 8      |        |
| 13   | 31 | Esteban Ocon     | Alpine-Renault          | 61    | + 1 tour                           | 15     |        |
| 14   | 18 | Lance Stroll     | Aston Martin-Mercedes   | 61    | + 1 tour                           | 17     |        |
| 15   | 24 | Zhou Guanyu      | Kick Sauber-Ferrari     | 61    | + 1 tour                           | 20     |        |
| 16   | 77 | Valtteri Bottas  | Kick Sauber-Ferrari     | 61    | + 1 tour                           | 19     |        |
| 17   | 10 | Pierre Gasly     | Alpine-Renault          | 61    | + 1 tour                           | 18     |        |
| 18   | 3  | Daniel Ricciardo | Racing Bulls-Honda RBPT | 61    | + 1 tour                           | 16     |        |
| 19   | 20 | Kevin Magnussen  | Haas-Ferrari            | 57    | Dégâts consécutifs à une crevaison | 14     |        |
| Abd. | 23 | Alexander Albon  | Williams-Mercedes       | 15    | Surchauffe                         | 11     |        |

### Pole position et record du tour
- Pole position :  Lando Norris (McLaren-Mercedes) en 1 min 29 s 525 (198,648 km/h)[11].
- Meilleur tour en course :  Daniel Ricciardo (Racing Bulls-Honda RBPT) en 1 min 34 s 486 (188,218 km/h), au soixantième tour ; dix-huitième de l'épreuve, il ne peut prétendre au point bonus associé[12].

### Tours en tête
- Lando Norris (McLaren-Mercedes) : 62 tours (1-62)[13].

## Classements généraux à l'issue de la course
| Pos. | Pilote           | Écurie                  | Points |
| ---- | ---------------- | ----------------------- | ------ |
| 1    | Max Verstappen   | Red Bull-Honda RBPT     | 331    |
| 2    | Lando Norris     | McLaren-Mercedes        | 279    |
| 3    | Charles Leclerc  | Ferrari                 | 245    |
| 4    | Oscar Piastri    | McLaren-Mercedes        | 237    |
| 5    | Carlos Sainz Jr. | Ferrari                 | 190    |
| 6    | Lewis Hamilton   | Mercedes                | 174    |
| 7    | George Russell   | Mercedes                | 155    |
| 8    | Sergio Pérez     | Red Bull-Honda RBPT     | 144    |
| 9    | Fernando Alonso  | Aston Martin-Mercedes   | 62     |
| 10   | Lance Stroll     | Aston Martin-Mercedes   | 24     |
| 11   | Nico Hülkenberg  | Haas-Ferrari            | 24     |
| 12   | Yuki Tsunoda     | Racing Bulls-Honda RBPT | 22     |
| 13   | Alexander Albon  | Williams-Mercedes       | 12     |
| 14   | Daniel Ricciardo | Racing Bulls-Honda RBPT | 12     |
| 15   | Pierre Gasly     | Alpine-Renault          | 8      |
| 16   | Oliver Bearman   | Ferrari                 | 7      |
| 17   | Kevin Magnussen  | Haas-Ferrari            | 6      |
| 18   | Esteban Ocon     | Alpine-Renault          | 5      |
| 19   | Franco Colapinto | Williams-Mercedes       | 4      |

| Pos. | Écurie                  | Points |
| ---- | ----------------------- | ------ |
| 1    | McLaren-Mercedes        | 516    |
| 2    | Red Bull-Honda RBPT     | 475    |
| 3    | Ferrari                 | 441    |
| 4    | Mercedes                | 329    |
| 5    | Aston Martin-Mercedes   | 86     |
| 6    | Racing Bulls-Honda RBPT | 34     |
| 7    | Haas-Ferrari            | 31     |
| 8    | Williams-Mercedes       | 16     |
| 9    | Alpine-Renault          | 13     |

## Statistiques
Le Grand Prix de Singapour 2024 représente :
- la 6e pole position de Lando Norris, sa cinquième de la saison[15] ;
- la 3e victoire de Lando Norris, sa troisième cette saison[16] ;
- le 1er Grand Prix mené de bout en bout par Lando Norris[17] ;
- la 188e victoire de McLaren en tant que constructeur[18] ;
- la 220e victoire de Mercedes en tant que motoriste[19] ;
- le 1er meilleur tour en course de Racing Bulls sous cette dénomination (1 sous le nom Scuderia Toro Rosso et 2 sous le nom Scuderia AlphaTauri)[20] ;
- le 257e et dernier Grand Prix de Daniel Ricciardo[21] ;

Au cours de ce Grand Prix :
- Pour la première fois depuis la création du Grand Prix, en 2008, la course se déroule sans intervention de la voiture de sécurité[22] ;
- Lewis Hamilton prend le départ de son 350e Grand Prix et rejoint Kimi Räikkönen à la deuxième place de ce classement, derrière Fernando Alonso[23],[24] ;
- Carlos Sainz Jr. prend le départ de son 200e Grand Prix[25] ;
- Max Verstappen passe la barre des 2 900 points inscrits en Formule 1 (2 917,5 points)[26] ;
- Lando Norris passe la barre des 900 points inscrits en Formule 1 (912 points)[27] ;
- Daniel Ricciardo est élu « pilote du jour » à l'issue d'un vote organisé sur le site officiel de la Formule 1[28] ;
- Johnny Herbert (161 Grands Prix entre 1989 et 2000, 3 victoires et 7 podiums ; vainqueur des 24 Heures du Mans 1991, vainqueur des 12 Heures de Sebring 2002, champion de Speedcar Series en 2008) est nommé conseiller par la FIA pour aider dans leurs jugements le groupe des commissaires de course[29].